# Mourad Delhoum
Mourad Delhoum (né le 10 février 1985 à Sétif) est un footballeur algérien. Il évolue au poste de milieu récupérateur.

## Biographie
Formé à Setif sa ville natale, Delhoum passe dix ans dans son club formateur, remportant tous les trophées algériens et africains.
Entre janvier et juin 2014, il fait une pige de 6 mois au club saoudien d'Al Nasr avant de revenir dans le championnat algérien ou il terminé l'année civile 2014 au sein de la JS Kabylie.
En janvier 2015, il s'engage dans son club de cœur, l'Entente Sétifienne, où il reste une saison et demie avant de rejoindre le MC Oran durant l'intersaison 2016.

## Carrière internationale
Il est membre de l'équipe d'Algérie de football A'.

## Palmarès
| ES Setif - Championnat d'Algérie de football (5) : - Champion : 2007, 2009, 2012, 2013, 2015 - Coupe d'Algérie (2) - Vainqueur : 2010, 2012 - Supercoupe d'Algérie (1) - Vainqueur : 2015 - Finaliste : 2007 - Ligue des Champions de la CAF (1) : - Vainqueur : 2014 - Supercoupe de la CAF (1) : - Vainqueur : 2015 - Ligue des champions arabes (2) : - Vainqueur : 2007, 2008 - Coupe nord-africaine des clubs champions (1) : - Vainqueur : 2009 - Coupe nord-africaine des vainqueurs de coupe (1) - Vainqueur : 2010 - Supercoupe de l'UNAF (1) - Vainqueur : 2010 - Coupe de la confédération : - Finaliste : 2009 |  | Al Nasr Riyad - Championnat d'Arabie saoudite (1) - Champion : 2014 |